# Thomas W. Salmon

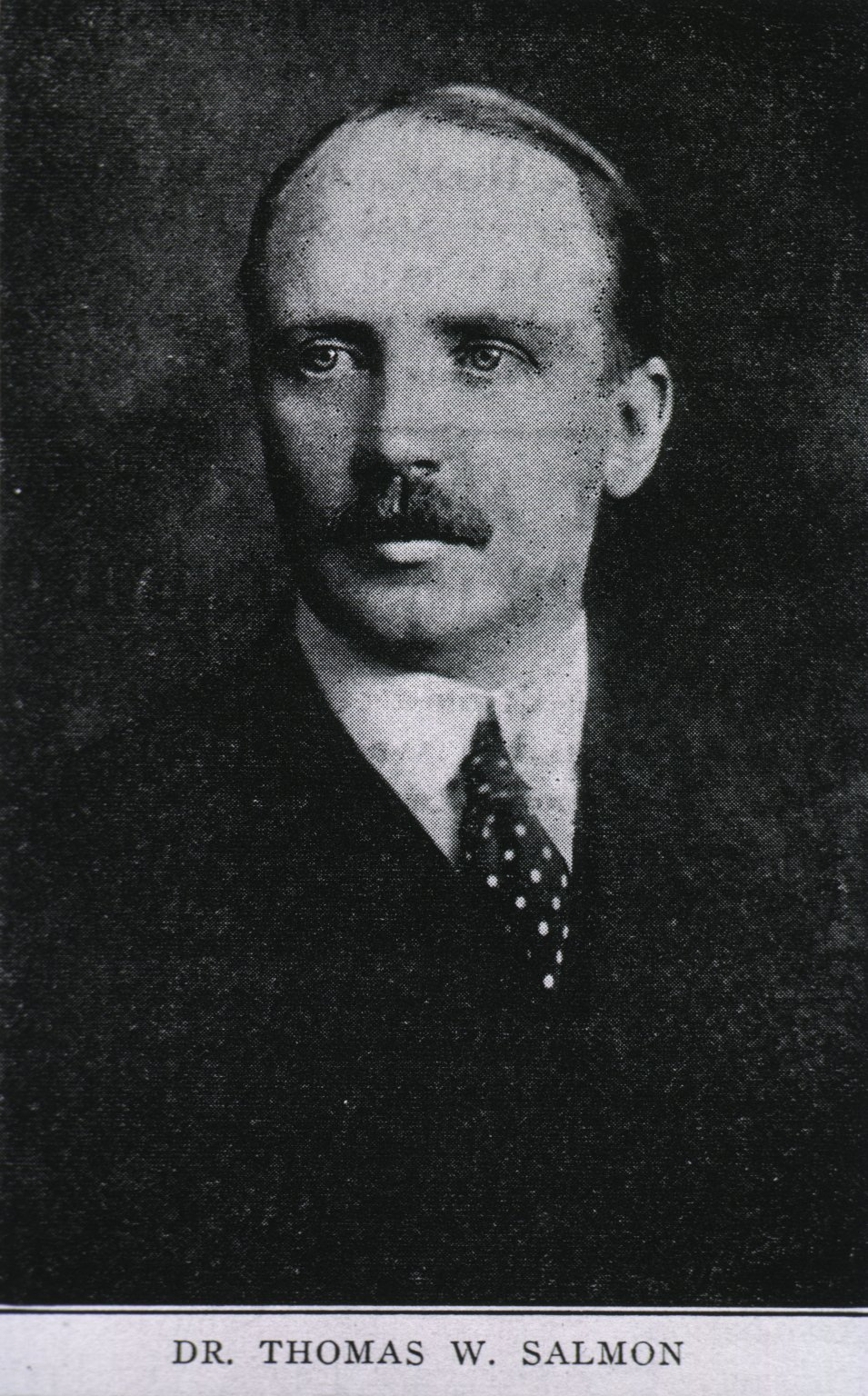
Thomas W. Salmon

Thomas William Salmon (ur. 1876 w Lansingburgh, zm. 15 sierpnia 1927 u wybrzeży Long Island) – amerykański lekarz psychiatra.
Urodził się w 1876 jako syn lekarza wiejskiego Thomasa Henry'ego Salmona i Annie E. Frost.
Od 1903 pracował w US Public Health Service, między innymi na Ellis Island. W latach I wojny światowej służył jako konsultant psychiatra w Amerykańskim Korpusie Ekspedycyjnym i zajmował się nerwicą frontową. Odznaczony Army Distinguished Service Medal. Od 1921 profesor psychiatrii na Columbia University. W 1923 wybrany na przewodniczącego American Psychiatric Association.
Żonaty z Helen Potter Ashley, mieli sześcioro dzieci.
Zginął w niejasnych okolicznościach na swoim jachcie podczas rejsu u wybrzeży Long Island.

## Wybrane prace
- Insanity and the Immigration Law. State Hospitals Press, 1911
- The prevention of mental diseases (1913)
- The care and treatment of mental diseases and war neuroses ("shell shock") in the British army (1917)
- War neuroses and their lesson (1919)
- The Future of Psychiatry in the Army  (1920)
- Mind and medicine. Columbia university press, 1924
- Shell Shock and its aftermath (1926)